# Rana
Rána je odprta poškodba kože in globljega tkiva ali sluznic zaradi delovanja mehanskih, kemičnih ali bioloških dejavnikov. Poškodbene (travmatske) rane so tiste, ki nastanejo zaradi poškodbe kot zunanjega dejavnika. Poškodbena rana je po definiciji odprta poškodba; če je koža oziroma sluznica neprekinjena, govorimo o zaprtih poškodbah (v literaturi se pojavlja tudi izraz zaprta rana).
Vsako rano spremlja krvavitev. Odprte poškodbe oziroma rane so tiste, iz katerih kri odteka skozi odprtino na koži, istočasno pa v rano prosto vstopajo mikrobi, ki lahko povzročijo okužbe. Pri zaprtih poškodbah pa povrhnja plast kože ni prekinjena in kri odteka iz krvnega obtoka, vendar ne zapušča telesa, temveč se nabira v podkožju, sklepih, organih in telesnih votlinah (nastane notranja krvavitev).
Rane lahko nastanejo tudi zaradi kirurškega posega (kirurške rane) ali pa so posledica bolezenskega dogajanje v telesu (na primer diabetično stopalo pri sladkorni bolezni, rane zaradi rakave bolezni …).

## Razvrščanje ran
Glede na trajanje ločimo akutne in kronične rane. Akutna rana običajno zaceli z brazgotino v dveh tednih, pri kroničnih ranah pa celjenje traja znatno dlje. O kroničnih ranah govorimo, kadar se travmatske, kirurške ali druge rane ne zacelijo v 6–8 tednih.

### Razvrščanje poškodbenih ran
Glede na vzrok poškodbene rane (odprte poškodbe) ločimo:
- odrgnina ali opraskanina[7] (excoriatio) – površinska rana z odrgnjenimi vrhnjimi sloji kože, ki je največkrat posledica delovanja strižnih sil, napetosti ali pritiska med kožo in topim predmetom. Pogoste so na primer pri pešcih, kolesarjih, vključenih v prometne nesreče. Poškodovani sta vrhnjica in del usnjice. Praviloma je prisotna kapilarna krvavitev, ki se običajno samoodsebno ustavi. Velikokrat so onesnažene z umazanijo, prahom … Navadno se hitro zacelijo;[5]
- prebodnina;
- prestrelina;
- razpočna rana − rana na čez kost napeti koži pri udarcu s trdim topim predmetom, je vretenaste oblike, od vreznine se loči po tem, da so stene povezane s tkivnimi mostički;
- strelna rana (vulnus sclopetarium) – povzroči strelno orožje ali drobci eksploziva; skoraj vedno je nevarna, globoka, lahko tudi smrtna. Praviloma nastaneta dve rani, vstopna in izstopna; če ni izstopne rane, je strelivo ostalo v telesu;[5]
  - vstrelnina – nastane pri vstopu projektila v telo;
- ugriznina (ugrizna rana, vulnus morsum) − nastane zaradi ugriza, pogosto kakšne domače živali, je različne velikosti in globine, ima neravne in defektne robove ter je navadno močno okužena;
- vbodnina (vbodna rana, vulnus punctum) − povzročena s koničastim predmetom; ponavadi ne krvavijo močno, lahko pa povzročijo notranjo poškodbo;[8]
- vsekanina (vulnus sectum) – nastane zaradi delovanje ostrega predmeta z zamahom ali padcem in je podobnih lasnosti kot vreznina. Po obliki in velikosti ustreza predmetu, s katerim je povzročena;[3]
- ureznina (vulnus scissum) − povzročena z nožem ali drugim ostrim predmetom, robovi so gladki, pogosto so poškodovana globlja tkiva;[5]

## Zdravljenje

### Akutne rane
Oskrba in zdravljenje akutne rane odvisi od vrste rane, njenih značilnosti in mesta nahajanja.
Neustrezno očiščena in oskrbovana akutna rana lahko vodi do zapletov, kot sta neustrezno celjenje in okužba rane. Ustrezna oskrba akutne rane zajema odstranitev morebitnih tujkov, debrija in mrtvin, prepoznavo morebitnih globljih poškodb, nadzor nad povzročitelji okužb in ustrezno zapiranje rane. Manjše površinske rane lahko učinkovito oskrbimo sami.
V vsaki poškodbeni rani se nahajajo mikroorganizmi, zato je pri oskrbi rane eden od glavnih ciljev preprečevanje okužbe, in sicer s čiščenjem in razkuževanjem, kirurškim izrezom robov rane in pravilnim zašitjem. Uporaba antibiotikov načeloma ni primerna in priporočljiva; nesmotrna uporaba antibiotičnega preprečevanja okužb lahko vodi v razvoj proti antibiotikom odpornih bakterij.

#### Čiščenje rane
Čiščenje rane imenujemo tudi toaleta rane. Dokazi, ki bi podpirali koristi čiščenja rane pred njenim zaprtjem so skopi.
Blažje površinske rane se lahko očistijo s spiranjem z različnimi tekočinami, kot sta voda iz pipe in sterilna fiziološka raztopina. Spiranje z vodo iz pipe je varnejše glede tveganja za okužbe v predelih sveta, kjer je kakovost takšne vode visoka. Na trgu so različne raztopine za spiranje ran, na primer z jodom, etanolom ali etakridinijevim laktatom. Na primer pri venskih razjedah na nogah ni dovolj jasnih dokazov, da bi bilo spiranje s tekočinami z antiseptiki učinkovitejše od spiranja s sterilno vodo ali fiziološko raztopino. Čiščenje rane z etanolom se odsvetuje, ker lahko etanol dodatno poškoduje tkivo in povzroča draženje ter tako podaljša proces celjenja, nanos pa povzroči tudi nepotreben občutek pekoče bolečine.

#### Kirurška oskrba rane
Kirurška oskrba je lahko primarna (kirurška oskrba sveže rane), odložena (če je prepozno za primarno kirurško oskrbo rane) ali sekundarna (če je rana že vneta). Primarna kirurška oskrba rane se opravi z izrezom (ekscizijo) robov rane, s čimer se odstranijo vsa devitalizirana tkiva in skupaj z njimi večina mikroorganizmov, ki so bili vnešeni s predmetom, ki je povzročil rano. Nato se opravi še zaustavitev krvavitve in zaprtje rane. Tako se omogoči ustrezno celjenje rane.
Kirurška oskrba rane se običajno opravi v lokalni anesteziji, velike rane in nekatere rane pri majhnih otrocih pa zahtevajo splošni anesteziji. Najboljpogostejši zapleti po kirurškem posegu so krvavitev in vnetje.
Zaprtje rane po primarni kirurški oskrbi se ponavadi izvede s kirurškimi šivi, lahko tudi s kirurškimi sponkami, tkivnimi lepili ali adhezivnimi trakovi.
Pri bolnikih z manjšimi ranami ali kadar zdravnika obiščejo z zelo staro rano, se uporablja le konzervativno zdravljenje, brez kirurške oskrbe. Takšne rane očistijo in prekrijejo z ustreznim obvezilnim materialom ter po potrebi aplicirajo na rano obkladke s protimikrobnimi sredstvi, lahko je potrebna tudi zaščita proti tetanusu in uporaba antibiotikov.

#### Obveze in obloge
V preteklosti se je za obvezovanje ran uporabljala zlasti gaza, sodobne obloge pa predstavljajo nadomestek manjkajočega tkiva, ustrezno pripravijo ležišče rane, omogočajo izmenjavo kisika in ogljikovega dioksida, ohranjajo vlažno okolje, preprečujejo maceracijo (zmehčanje tkiva zaradi prekomerne vlage) in hkrati izsušitev tkiva, vpijajo izločke, zaščitijo pred sekundarno okužbo in fizično poškodbo, prevezovanje pa je potrebno redkeje in je manj boleče. Sicer so sodobne obloge cenovno dražje, vendar se z njihovo uporabo poveča kakovost bolnikovega življenja in zmanjšajo celokupni stroški zdravljenja. Sodobne obloge za rane so iz materialov, kot so alginati, hitosan, pektin, celuloza, med sinteznimi in polsinteznimi pa poliamidi, poliestri, poliuretani, polipropileni, celulozni derivati, akrilati, silikoni in drugi. Povečini gre za polimere, ki imajo sposobnost vezave vode. Sodobni pristopi k celjenju ran namreč temeljijo na vzdrževanju vlažnega mikrookolja na rani, kar se je izkazalo, da ima številne prednosti v primerjavi s suhimi prevezami.
Izbira obloge je odvisna predvsem od lastnosti in stanja rane. Na splošno na primer velja, da so v fazi odstranjevanja odmrlega tkiva iz dna rane najbolj primerne obloge na osnovi hidrogelov, v fazi granulacije poliuretanske obloge, v fazi epitelizacije hidrokoloidi in nelepljive obloge. Za poškodovano kožo so povečini najboljše nelepljive obloge, za krvaveče rane alginati in za rane z močnim vonjem obloge z aktivnim ogljem.

### Kronične rane
Pri zdravljenju kronične rane je poleg lokalnega zdravljenja rane pomembno tudi zdravljenje vzroka, ki je privedel do nastanka rane. Zdravljenje kroničnih ran je pogosto težavno in dolgotrajno. Pogosto so kronične rane tudi okužene.
Lokalno zdravljenje zajema različne oblike nekrektomij (operativne odstranitve tkivnih mrtvin), nadzor morebitne okužbe in uporabo sodobnih materialov za oskrbo ran.